# District d'Aurillac
Le district d'Aurillac est une ancienne division territoriale française du département du Cantal de 1790 à 1795.
Il était composé des cantons de Aurillac, Laroquebrou, Maurs, Montsalvy, Saint Cernin et Vic-sur-Cère.